# Kapela Ogórki
Kapela Ogórki – folkowy zespół muzyczny, łączący tradycyjna muzykę góralską z elementami rocka. 
Kapelę założył Stanisław Ogórek w 1977 roku. Obecnie w jej skład wchodzą synowie założyciela. Grupa wydała samodzielnie 12 płyt. Współpracowała także z innymi zespołami, wydając składanki folkowe, biesiadne: „Góralska Zabawa” (z Kapelą GÓROLE), oraz o tematyce religijnej, kolędowej. Zespół koncertował w kraju, jak i za granicą (Niemcy, Stany Zjednoczone, Kanada). Oprócz tego kapela uświetnia wiele imprez zamkniętych: wesela, zabawy, imprezy okolicznościowe.

## Skład
- Stanisław Ogórek – skrzypce, saksofon, vocal
- Janusz Ogórek – akordeon, instrumenty klawiszowe, vocal
- Zbigniew Ogórek – gitara, kontrabas, basy, vocal
- Tadeusz Ogórek – skrzypce prym, sekund, perkusja, vocal
- Roman Miętus – gitara basowa, skrzypce sekund, vocal
- Molek Jacek - Skrzypce, vocal

## Nagrody
- Konkurs gminny „Muzykowanie na Duchową nutę” (kilkakrotnie I miejsce)
- Powiatowy przegląd muzyków góralskich w Nowym Targu (III, II i I miejsce)
- Ogólnopolski festiwal kapel i śpiewaków w Kazimierzu Dolnym nad Wisłą („Złota Baszta” w 2004, oraz dwukrotnie: I miejsce w 2006 i 2008 roku)

## Dyskografia
- Nucicki Skalnego Podhala
- Przy watrze śpiew granie na Siwej polanie
- Kolędy i podłazy
- Góralskie Śpiywanie
- Cichowianie - śpiywanie i granie
- Bieg czasu
- Dla Ojca Świętego Jana Pawła II w hołdzie wspomnień
- Spełnione marzenia
- Nasa Muzyka
- Kolędy i Pastorałki Góralskie
- Szczęśliwa Chwilo Trwaj
- Góralskie i Folkowe Hity